# Jorge Tamarit
Jorge Tamarit Torres (Valencia, 9 de julio de 1913-30 de julio de 1986) fue un médico, catedrático y fisiólogo español, especializado en el estudio de la insulina.

## Infancia y Guerra Civil
Nació en Valencia en 1913, hijo de Jorge Tamarit y Rosario Torres. Cursó los estudios de Medicina en la Facultad de Valencia, con Premio Extraordinario de licenciatura. Realizó también la licenciatura en Ciencias Matemáticas.
Fue redactor del periódico carlista El Siglo Futuro. Jorge Tamarit se mudó a Madrid donde consiguió su doctorado en Medicina en 1936.
Tras el golpe de 1936 del ejército Nacional y el inicio de la Guerra civil española, se vio obligado a formar parte del ejército republicano ya que vivía en Madrid. Aquí ejerció en su área como Teniente médico del 191 Batallón (48 Brigada). 
Fue arrestado por la República Española al estar junto con un teniente médico que tenía las obras de José Antonio Primo de Rivera. Permaneció once meses en prisión en las cárceles de San Lorenzo y San Antón (5 de septiembre de 1938 - 25 de marzo de 1939) por la república. Fue liberado por orden del Juzgado n° 2 de los Tribunales Especiales de Guardia en 1939. 
El 15 de abril de 1941 se casó con Amparo Rodríguez De Huici en la Iglesia parroquial de Santo Tomás Apóstol, Valencia, Comunidad Valenciana.

## Carrera
En 1942 obtuvo el grado de doctor con la tesis Estudio cinético de la hipoglucemia insulínica y consideraciones deducidas del mismo sobre el mecanismo de acción de la insulina. 
Fue profesor ayudante en la Cátedra de Farmacología Experimental de la Facultad de Madrid (1941-1943), profesor auxiliar de Fisiología (1940) y profesor encargado de la asignatura Matemáticas para Biólogos (1949-1962). Desempeñó la Cátedra de Biología Matemática de la Fundación Conde de Cartagena de la Real Academia Nacional de Medicina (1949-1956).
En 1960, obtuvo por oposición, la Cátedra de Fisiología General y Especial de la Facultad de Medicina de Granada, pasando por concurso de traslado a Madrid en 1962 a la Cátedra de Fisiología General, Bioquímica Clínica y Fisiología Especial. En esos años realizó diversas estancias en el Guy’s Hospital de Londres, donde trabajó con J. N. Hunt.

## Legado
Su aportación de modelos matemáticos para investigación fue de gran relevancia. Además de sus trabajos sobre secreción gástrica en el sujeto normal y en los pacientes con úlcera gástrica y sobre evacuación del jugo gástrico, realizados en sus primeros años como médico en colaboración con Fernando Enríquez de Salamanca, y sobre la composición iónica del jugo gástrico con J. N. Hunt, su dedicación fundamental lo fue en el campo de la diabetes mellitus. 
Sus trabajos mediante páncreas aislado e islotes perfundidos le permitieron investigar sobre el mecanismo de secreción de insulina. Destaca también el establecimiento de diversos cálculos para la distribución de pesos moleculares y su fraccionamiento. Describió un nuevo método para la determinación de diversas sustancias como catecolaminas, acetilcolina o serotonina. 
De sus publicaciones sobresalen además de numerosas publicaciones en revistas nacionales e internacionales sus libros Fisiología General, Introducción al estudio de la Bioquímica, Problemas de Bioquímica I y II y El método estadístico en Biología. Creó un importante grupo de trabajo en el campo de la diabetes el cual perdura en la actualidad.
De su amplia escuela sobresalen su hijo Jorge Tamarit Rodríguez, y Raimundo Goberna Ortiz, Carmelo López Arias y Enrique Blázquez Fernández.
En su matrimonio con Amparo Rodríguez Huici tuvo ocho hijos ; Javier, Jorge, Jaime Luis, María de los Desamparados Carolina, Miguel Ángel, María Jesús, José Ignacio y Blanca

## Premios y distinciones
Premio Francisco Franco de investigación (1951) y el Premio Alfonso X el Sabio del Consejo Superior de Investigaciones Científicas (1954). Miembro de honor de la Sociedad Portuguesa de Endocrinología. Medalla de Oro Hagedorn (1978). En 1980 ingresó como académico de número en la Real Academia Nacional de Medicina con el discurso Fundamentos de los modelos de regulación de la glucemia y ocupó la Medalla N°29
Público más de 150 trabajos en revistas médicas internacionales. Destacan sus trabajos e investigaciones sobre insulina, diabetes, secreción gástrica, histamina y acetilcolina, leyes matemáticas y valoraciones biológicas, porfirinas, etc.

## Obras
El método estadístico en Biología, Madrid, 1942; Theory of gastric function, 1949; Teoría de la difusión en placa de agar, 1954; Estudios de fisiología gástrica, 1956; Introducción al estudio de la Bioquímica, Madrid, 1964; Fisiología General, Madrid, 1965; Problemas de Bioquímica I y II, Madrid, 1967 y 1976; Serotonin (5-HT) effect on insulin release in normal dogs, 1977; Secreción de somatostatina pancreática, 1981.